# Jodrellia fistulosa
Jodrellia fistulosa är en grästrädsväxtart som först beskrevs av Emilio Chiovenda, och fick sitt nu gällande namn av Baijnath. Jodrellia fistulosa ingår i släktet Jodrellia och familjen grästrädsväxter. Inga underarter finns listade i Catalogue of Life.